# Christina Staudinger
Christina Staudinger (Steyr, 23 febbraio 1987) è un'ex sciatrice alpina ed ex sciatrice freestyle austriaca.

## Biografia

### Stagioni 2006-2012
Christina Staudinger ha iniziato la sua carriera nello sci alpino: attiva in gare FIS dal dicembre del 2002, ha esordito in Coppa Europa il 17 gennaio 2006 a Haus in discesa libera (17ª) e in Coppa del Mondo il 20 febbraio 2009 a Tarvisio in supercombinata (43ª). Nel 2010 ha ottenuto il suo unico podio in Coppa Europa vincendo il supergigante che si è disputato sulle nevi francesi di Auron il 2 marzo. Nello stesso anno ha conquistato anche il titolo di campionessa austriaca di discesa libera.
Ha continuato a gareggiare nello sci alpino fino alla stagione 2011-2012, ottenendo come miglior piazzamento in Coppa del Mondo il 17º posto nel supergigante di Zauchensee del 9 gennaio 2011; la sua ultima gara in Coppa del Mondo è stata il supergigante disputato a Garmisch-Partenkirchen il 5 febbraio, che non ha completato, e la sua ultima gara nello sci alpino è stata il supergigante di Coppa Europa disputato il 16 marzo a Pila, dove si è classificata 34ª. Non ha preso parte né a rassegne olimpiche né iridate.

### Stagioni 2013-2017
Dalla stagione 2013 ha gareggiato nel freestyle, specialità ski cross: in Coppa del Mondo ha esordito il 23 dicembre 2012 a San Candido (21ª) e in Coppa Europa il 9 gennaio 2013 all'Alpe d'Huez (9ª). Nel circuito continentale ha ottenuto il primo podio il 16 marzo 2013 a Kühtai (2ª) e l'unica vittoria il giorno successivo nella medesima località. Ha esordito ai Campionati mondiali a Oslo/Voss 2013, dove è stata 18ª, e ai Giochi olimpici invernali a Soči 2014, sua unica presenza olimpica, classificandosi 23ª.
Ai Mondiali di Kreischberg 2015 si è piazzata 11ª; nel 2017 ha ottenuto il suo ultimo podio in Coppa Europa, il 12 gennaio a Val Thorens (2ª), ha disputato la sua ultima gara in Coppa del Mondo, il 5 marzo a Blue Mountain (14ª), e ha preso parte ai Mondiali di Sierra Neveda 2017, dove è stata 14ª nell'ultima gara della sua carriera.

## Palmarès

### Sci alpino

#### Coppa del Mondo
- Miglior piazzamento in classifica generale: 95ª nel 2011

#### Coppa Europa
- Miglior piazzamento in classifica generale: 15ª nel 2010
- 1 podio:
  - 1 vittoria

##### Coppa Europa - vittorie
| Data         | Località | Paese   | Specialità |
| ------------ | -------- | ------- | ---------- |
| 2 marzo 2010 | Auron    | Francia | SG         |

Legenda:

SG = supergigante

#### Campionati austriaci
- 1 medaglia[1]:
  - 1 oro (discesa libera nel 2010)

### Freestyle

#### Coppa del Mondo
- Miglior piazzamento in classifica generale: 102ª nel 2017
- Miglior piazzamento nella Coppa del Mondo di ski cross: 18ª nel 2017

#### Coppa Europa
- Miglior piazzamento nella classifica di ski cross: 3ª nel 2013
- 5 podi:
  - 1 vittoria
  - 2 secondi posti
  - 2 terzi posti

##### Coppa Europa - vittorie
| Data          | Località | Paese   | Specialità |
| ------------- | -------- | ------- | ---------- |
| 17 marzo 2013 | Kühtai   | Austria | SX         |

Legenda:

SX = ski cross

#### Campionati austriaci
- 4 medaglie[1]:
  - 2 argenti (ski cross nel 2013; ski cross nel 2017)
  - 2 bronzi (ski cross nel 2014; ski cross nel 2015)